# Telefonpiraterna
Telefonpiraterna är ett TV-program som sänts i Kanal 5.
Programmet innehåller busringningar genomförda av Kodjo Akolor, David Druid, Christian Åkesson, Martin Lagos, Emma Knyckare, Anneli Heed, Evelyn Mok, Isak Jansson med flera.
Av seriens tio avsnitt visades sex i Kanal 5 på måndagskvällar från den 28 november 2011, men serien togs därefter bort ur tablån. Resterande avsnitt sågs i TV först några år senare när serien repriserades nattetid i Kanal 9.